# Marvin Schwäbe
Marvin Schwäbe (Dieburg, 25 aprile 1995) è un calciatore tedesco, portiere del Colonia.

## Carriera

### Nazionale
Nel 2015 è stato convocato dalla Nazionale Under-20 tedesca per disputare i Mondiali di categoria.
Viene convocato per l'Europeo Under-21 2017 in Polonia.

## Statistiche

### Presenze e reti nei club
Statistiche aggiornate al 23 febbraio 2025.
| Stagione             | Squadra                  | Campionato           | Campionato | Campionato | Coppe nazionali | Coppe nazionali | Coppe nazionali | Coppe continentali | Coppe continentali | Coppe continentali | Altre coppe | Altre coppe | Altre coppe | Totale | Totale |
| Stagione             | Squadra                  | Comp                 | Pres       | Reti       | Comp            | Pres            | Reti            | Comp               | Pres               | Reti               | Comp        | Pres        | Reti        | Pres   | Reti   |
| -------------------- | ------------------------ | -------------------- | ---------- | ---------- | --------------- | --------------- | --------------- | ------------------ | ------------------ | ------------------ | ----------- | ----------- | ----------- | ------ | ------ |
| 2012-2013            | Eintracht Francoforte II | RL                   | 9          | -16        | -               | -               | -               | -                  | -                  | -                  | -           | -           | -           | 9      | -16    |
| 2013-2014            | Hoffenheim II            | RL                   | 17         | -18        | -               | -               | -               | -                  | -                  | -                  | -           | -           | -           | 17     | -18    |
| 2014-2015            | Hoffenheim II            | RL                   | 23         | -38        | -               | -               | -               | -                  | -                  | -                  | -           | -           | -           | 23     | -38    |
| Totale Hoffenheim II | Totale Hoffenheim II     | Totale Hoffenheim II | 40         | -56        |                 | -               | -               |                    | -                  | -                  |             | -           | -           | 40     | -56    |
| 2015-2016            | Osnabrück                | 3L                   | 38         | -41        | CG              | 1               | -2              | -                  | -                  | -                  | -           | -           | -           | 39     | -43    |
| 2016-2017            | Dinamo Dresda            | 2L                   | 33         | -45        | CG              | 2               | -3              | -                  | -                  | -                  | -           | -           | -           | 35     | -48    |
| 2017-2018            | Dinamo Dresda            | 2L                   | 25         | -37        | CG              | 1               | -3              | -                  | -                  | -                  | -           | -           | -           | 26     | -40    |
| Totale Dinamo Dresda | Totale Dinamo Dresda     | Totale Dinamo Dresda | 58         | -82        |                 | 3               | -6              |                    | -                  | -                  |             | -           | -           | 61     | -88    |
| 2018-2019            | Brøndby                  | SL                   | 26+11      | -39 + -14  | CD              | 3               | -1              | UEL                | 4                  | -10                |             | -           | -           | 44     | -64    |
| 2019-2020            | Brøndby                  | SL                   | 26+10      | -37 + -5   | CD              | 2               | -3              | UEL                | 6                  | -13                | -           | -           | -           | 44     | -58    |
| 2020-2021            | Brøndby                  | SL                   | 22+10      | -24 + -14  | CD              | 1               | -2              |                    | -                  | -                  |             | -           | -           | 33     | -40    |
| Totale Brøndby       | Totale Brøndby           | Totale Brøndby       | 85+31      | -100 + -33 |                 | 6               | -6              |                    | 10                 | -23                |             | -           | -           | 121    | -162   |
| 2021-2022            | Colonia                  | BL                   | 21         | -28        | CG              | 3               | -2              | -                  | -                  | -                  | -           | -           | -           | 24     | -30    |
| 2022-2023            | Colonia                  | BL                   | 34         | -54        | CG              | 0               | 0               | UECL               | 8                  | -10                | -           | -           | -           | 42     | -64    |
| 2023-2024            | Colonia                  | BL                   | 34         | -60        | CG              | 2               | -4              | -                  | -                  | -                  | -           | -           | -           | 36     | -64    |
| 2024-2025            | Colonia                  | 2L                   | 13         | -9         | CG              | 3               | -4              | -                  | -                  | -                  | -           | -           | -           | 16     | -13    |
| Totale Colonia       | Totale Colonia           | Totale Colonia       | 102        | -151       |                 | 8               | -10             |                    | 8                  | -10                |             | -           | -           | 118    | -171   |
| Totale carriera      | Totale carriera          | Totale carriera      | 363        | -479       |                 | 18              | -24             |                    | 18                 | -33                |             | -           | -           | 399    | -536   |

## Palmarès

### Club

#### Competizioni nazionali
- Campionato danese: 1

Brøndby: 2020-2021
- Campionato tedesco di seconda divisione: 1

Colonia: 2024-2025

### Nazionale
- Campionato d'Europa Under-21: 1

Polonia 2017